# Brian Glencross
Brian Alan Glencross, född 1 maj 1941 i Narrogin, död december 2022, var en australisk före detta landhockeyspelare.
Glencross blev olympisk silvermedaljör i landhockey vid sommarspelen 1968 i Mexico City.